# Мірчинк Софія Георгіївна
Софія Георгіївна Мірчинк (3 (16) вересня 1913, Москва, Російська імперія — 20 грудня 1962, СРСР) — радянська геологиня-стратиграфиня, четвертинниця, неотектоністка, розсипниця. Член багатьох експертних комісій з оцінки родовищ золота в Західному Сибіру, на Лені і в Середній Азії.

## Життєпис
Народилася 3 (16) вересня 1913 року в Москві. Старша дочка в сім'ї геолога, професора Георгія Федоровича Мирчинка (1889—1942).

### Освіта
Почала вчитися в 10 школі ХОНО Москви. Мріяла стати художницею-пейзажисткою.
1932 року отримала середню освіту на робітфаку.
Почала працювати препараторкою в Науково-дослідному геолого-розвідувальному нафтовому інституті.
Протягом 1933—1938 років навчалася в Московському геологорозвідувальному інституті, займалася науковою роботою під керівництвом О. М. Щукіної. Була колекторкою в експедиціях Геологічного інституту АН СРСР (1936—1938).

### Робота в ЦНДГРІ
Працювала все життя в Московському геолого-розвідувальному інституті золота (НДГРІЗолото).
Була в експедиціях на Забайкаллі, Кузнецькому Алатау, Патомському нагір'ї, Єнісейському кряжі. Займалася геологічною зйомкою, питаннями стратиграфії докембрію і четвертинних відкладень. Основна робота була пов'язана з вивченням геології золотоносних розсипів.
Працювала за закритою тематикою на родовищах золота, велика частина робіт опублікована у вигляді звітів, які зберігаються у фондах ЦНДГРІ.
1948 року захистила в Інституті геологічних наук АН СРСР дисертацію на здобуття наукового ступеня кандидата геолого-мінералогічних наук з теми «Історія розвитку мезозою і кайнозою центральної частини Південно-Єнісейського кряжу і пов'язані з нею золотоносні розсипи». З'ясувала тісний зв'язок геології розсипів з новітніми тектонічними рухами.
Померла 20 грудня 1962 року[де?], після важкої нетривалої хвороби.

## Нагороди та премії
- 1946 — Медаль "За доблесну працю у Великій Вітчизняній війні 1941—1945 рр .. "
- 1948 — Медаль «У пам'ять 800-річчя Москви»

## Членство в організаціях
- Комісія з вивчення четвертинного періоду[ru][4].
- Вчена рада Центрального науково-дослідного геолого-розвідувального інституту Главгеології при Раді міністрів СРСР.
- Експертні комісії з оцінки родовищ золота в Сибіру і Середньої Азії.

## Пам'ять
1962 року на честь С. Г. Мірчинк було названо вулицю в місті Балей, Читинської області.